# Куп Радивоја Кораћа (Србија)
Куп Радивоја Кораћа је званични назив националног кошаркашког купа Србије. Име је добио у част Радивоја Кораћа, бившег југословенског репрезентативца, који је погинуо 1969. у саобраћајној несрећи близу Сарајева. Организатор такмичења је Кошаркашки савез Србије.

## Историја
Куп је 2003. добио име на иницијативу КК Хемофарм, након укидања истоименог европског такмичења и промене имена Савезне Републике Југославије у Државна Заједница Србија и Црна Гора. Након раздруживања Србије и Црне Горе 2006, Куп Радивоја Кораћа је постало име националног купа Србије. Према договору из 2011. године између КСС-а и ФИБА, КСС је подржан да се реплика оригиналног европског трофеја уручује победнику Купа Србије. Тако се овај пехар "Жућкова левица" додељује победнику Купа од 2013. године.

## Досадашња издања

### Финала
| Сезона             | Финале — Србија и Црна Гора | Финале — Србија и Црна Гора | Финале — Србија и Црна Гора | Финале — Србија и Црна Гора |
| ------------------ | --------------------------- | --------------------------- | --------------------------- | --------------------------- |
| Сезона             | Победник                    | Резултат                    | Финалиста                   | Најкориснији играч          |
| 2003. (Ниш)        | ФМП Железник (1)            | 88 : 67                     | Хемофарм                    | Реџи Фриман                 |
| 2004. (Нови Сад)   | Црвена звезда (1)           | 91 : 89                     | ФМП Железник                | Горан Јеретин               |
| 2005. (Вршац)      | ФМП Железник (2)            | 88 : 84                     | Партизан                    | Бојан Поповић               |
| 2006. (Београд)    | Црвена звезда (2)           | 80 : 65                     | Хемофарм                    | Горан Јеретин               |
| Финале — Србија    |                             |                             |                             |                             |
| 2007. (Крагујевац) | ФМП Железник (3)            | 73 : 61                     | Партизан                    | Драган Лабовић              |
| 2008. (Ниш)        | Партизан (1)                | 73 : 64                     | Хемофарм                    | Миленко Тепић               |
| 2009. (Ниш)        | Партизан (2)                | 80 : 65                     | Црвена звезда               | Новица Величковић           |
| 2010. (Ниш)        | Партизан (3)                | 72 : 62                     | ФМП Железник                | Алекс Марић                 |
| 2011. (Београд)    | Партизан (4)                | 77 : 73                     | ФМП Железник                | Џејмс Гист                  |
| 2012. (Ниш)        | Партизан (5)                | 64 : 51                     | Црвена звезда               | Данило Анђушић              |
| 2013. (Крагујевац) | Црвена звезда (3)           | 78 : 69                     | Партизан                    | Демаркус Нелсон             |
| 2014. (Београд)    | Црвена звезда (4)           | 81 : 80                     | Мега Визура                 | Василије Мицић              |
| 2015. (Ниш)        | Црвена звезда (5)           | 80 : 74                     | Мега Лекс                   | Лука Митровић               |
| 2016. (Ниш)        | Мега Лекс (1)               | 85 : 80                     | Партизан                    | Никола Ивановић             |
| 2017. (Ниш)        | Црвена звезда (6)           | 74 : 64                     | Партизан                    | Марко Гудурић               |
| 2018. (Ниш)        | Партизан (6)                | 81 : 75                     | Црвена звезда               | Најџел Вилијамс Гос         |
| 2019. (Ниш)        | Партизан (7)                | 76 : 74                     | Црвена звезда               | Алекс Ренфро                |
| 2020. (Ниш)        | Партизан (8)                | 85 : 84                     | Црвена звезда               | Огњен Јарамаз               |
| 2021. (Нови Сад)   | Црвена звезда (7)           | 73 : 60                     | Мега Сокербет               | Марко Јагодић Куриџа        |
| 2022. (Ниш)        | Црвена звезда (8)           | 85 : 68                     | Партизан                    | Нејт Волтерс                |
| 2023. (Ниш)        | Црвена звезда (9)           | 96 : 79                     | Мега МИС                    | Огњен Добрић                |
| 2024. (Ниш)        | Црвена звезда (10)          | 85 : 79                     | Партизан                    | Милош Теодосић              |
| 2025. (Ниш)        | Црвена звезда (11)          | 89 : 83                     | Партизан                    | Филип Петрушев              |

- У загради поред сезоне се налази град у коме је одржан турнир Купа Радивоја Кораћа.

### Успешност клубова
| Клуб          | Победник                                                              | Финалиста                                          |
| ------------- | --------------------------------------------------------------------- | -------------------------------------------------- |
| Црвена звезда | 11 (2004, 2006, 2013, 2014, 2015, 2017, 2021, 2022, 2023, 2024, 2025) | 5 (2009, 2012, 2018, 2019, 2020)                   |
| Партизан      | 8 (2008, 2009, 2010, 2011, 2012, 2018, 2019, 2020)                    | 8 (2005, 2007, 2013, 2016, 2017, 2022, 2024, 2025) |
| ФМП Железник  | 3 (2003, 2005, 2007)                                                  | 3 (2004, 2010, 2011)                               |
| Мега          | 1 (2016)                                                              | 4 (2014, 2015, 2021, 2023)                         |
| Хемофарм      | —                                                                     | 3 (2003, 2006, 2008)                               |

## Учешће и домет клубова по сезонама
| Клуб                | 2003 | 2004 | 2005 | 2006 | 2007 | 2008 | 2009 | 2010 | 2011 | 2012 | 2013 | 2014 | 2015 | 2016 | 2017 | 2018 | 2019 | 2020 | 2021 | 2022 | 2023 | 2024 | 2025 | Укупно учешћа |
| ------------------- | ---- | ---- | ---- | ---- | ---- | ---- | ---- | ---- | ---- | ---- | ---- | ---- | ---- | ---- | ---- | ---- | ---- | ---- | ---- | ---- | ---- | ---- | ---- | ------------- |
| Атлас               | –    | –    | ПФ   | ЧФ   | –    | –    | –    | –    | –    | –    | –    | –    | –    | –    | –    | –    | –    | –    | –    | –    | –    | –    | –    | 2             |
| БКК Раднички        | –    | –    | –    | –    | –    | –    | –    | –    | –    | ЧФ   | –    | –    | –    | –    | –    | –    | –    | ЧФ   | –    | –    | –    | –    | –    | 2             |
| Борац Земун         | –    | –    | –    | –    | –    | –    | –    | –    | –    | –    | –    | –    | –    | –    | –    | –    | –    | –    | –    | ЧФ   | –    | –    | –    | 1             |
| Борац Чачак         | –    | –    | –    | –    | –    | ЧФ   | ЧФ   | –    | –    | –    | –    | ЧФ   | –    | ЧФ   | –    | ЧФ   | ЧФ   | ЧФ   | ЧФ   | ЧФ   | ЧФ   | ЧФ   | ЧФ   | 12            |
| Будућност ()        | ЧФ   | ПФ   | ПФ   | ЧФ   | –    | –    | –    | –    | –    | –    | –    | –    | –    | –    | –    | –    | –    | –    | –    | –    | –    | –    | –    | 4             |
| Војводина           | –    | –    | –    | –    | –    | –    | –    | –    | –    | –    | –    | –    | –    | –    | –    | –    | –    | –    | ПФ   | –    | ЧФ   | ПФ   | ЧФ   | 4             |
| Војводина Србијагас | –    | ПФ   | ЧФ   | ЧФ   | ЧФ   | ЧФ   | ЧФ   | –    | –    | ЧФ   | ЧФ   | ЧФ   | ЧФ   | –    | –    | –    | –    | –    | –    | –    | –    | –    | –    | 10            |
| Вршац               | Ф    | ЧФ   | ЧФ   | Ф    | ПФ   | Ф    | ПФ   | ПФ   | ЧФ   | ПФ   | ЧФ   | –    | ПФ   | –    | ЧФ   | –    | –    | –    | –    | –    | –    | –    | –    | 13            |
| Динамик             | –    | –    | –    | –    | –    | –    | –    | –    | –    | –    | –    | –    | –    | –    | ЧФ   | ЧФ   | ЧФ   | ЧФ   | –    | –    | –    | –    | –    | 4             |
| Дунав Стари Бановци | –    | –    | –    | –    | –    | –    | –    | –    | –    | –    | –    | –    | –    | –    | ЧФ   | –    | –    | –    | –    | –    | –    | –    | ЧФ   | 2             |
| Ергоном             | ЧФ   | –    | ЧФ   | –    | –    | –    | –    | –    | –    | –    | –    | –    | –    | –    | –    | –    | –    | –    | –    | –    | –    | –    | –    | 2             |
| Здравље             | –    | –    | –    | –    | –    | ЧФ   | –    | –    | –    | –    | –    | –    | –    | –    | –    | –    | –    | –    | –    | –    | –    | –    | –    | 1             |
| Златибор            | –    | –    | –    | –    | –    | –    | –    | –    | –    | –    | –    | –    | –    | –    | –    | ЧФ   | –    | –    | –    | ЧФ   | –    | –    | –    | 2             |
| КГ 06               | –    | –    | –    | –    | ЧФ   | –    | –    | –    | –    | –    | –    | –    | –    | –    | –    | –    | –    | –    | –    | –    | –    | –    | –    | 1             |
| Константин          | –    | –    | –    | –    | –    | –    | –    | –    | –    | –    | –    | –    | ЧФ   | ЧФ   | –    | –    | –    | –    | –    | –    | –    | –    | –    | 2             |
| Лавови 063          | –    | ЧФ   | –    | –    | –    | –    | –    | –    | –    | –    | –    | –    | –    | –    | –    | –    | –    | –    | –    | –    | –    | –    | –    | 1             |
| Ловћен ()           | ЧФ   | ЧФ   | –    | –    | –    | –    | –    | –    | –    | –    | –    | –    | –    | –    | –    | –    | –    | –    | –    | –    | –    | –    | –    | 2             |
| Машинац             | –    | –    | –    | ЧФ   | –    | –    | –    | –    | –    | –    | –    | –    | –    | –    | –    | –    | –    | –    | –    | –    | –    | –    | –    | 1             |
| Мега                | –    | –    | –    | –    | ЧФ   | –    | –    | –    | ЧФ   | ЧФ   | ПФ   | Ф    | Ф    | П    | ПФ   | ПФ   | ПФ   | ПФ   | Ф    | ПФ   | Ф    | ЧФ   | ПФ   | 16            |
| Металац             | –    | –    | –    | –    | –    | –    | ЧФ   | ЧФ   | –    | –    | ЧФ   | –    | ЧФ   | ПФ   | –    | ЧФ   | –    | –    | –    | –    | ЧФ   | –    | –    | 7             |
| Младост Земун       | –    | –    | –    | –    | –    | –    | –    | –    | –    | –    | –    | –    | –    | –    | –    | –    | –    | –    | ЧФ   | –    | –    | –    | –    | 1             |
| Нови Пазар          | –    | –    | –    | –    | –    | –    | –    | –    | –    | –    | –    | –    | –    | –    | –    | –    | ЧФ   | –    | –    | –    | –    | –    | –    | 1             |
| Нови Сад            | –    | –    | –    | –    | ЧФ   | –    | –    | –    | –    | –    | –    | –    | –    | –    | –    | –    | –    | –    | –    | –    | –    | –    | –    | 1             |
| ОКК Београд         | –    | –    | –    | –    | –    | –    | –    | ЧФ   | ЧФ   | –    | –    | ЧФ   | –    | –    | –    | –    | –    | –    | –    | –    | –    | –    | –    | 3             |
| Партизан            | ПФ   | ЧФ   | Ф    | ПФ   | Ф    | П    | П    | П    | П    | П    | Ф    | ЧФ   | ПФ   | Ф    | Ф    | П    | П    | П    | ПФ   | Ф    | ПФ   | Ф    | Ф    | 23            |
| Раднички баскет     | –    | –    | –    | –    | –    | –    | –    | ЧФ   | ЧФ   | –    | –    | –    | –    | –    | –    | –    | –    | –    | –    | –    | –    | –    | –    | 2             |
| Раднички Крагујевац | –    | –    | –    | –    | –    | ЧФ   | ЧФ   | ПФ   | ПФ   | ПФ   | ПФ   | ПФ   | –    | –    | –    | –    | –    | –    | –    | –    | –    | –    | –    | 7             |
| Рудар Пљевља ()     | ЧФ   | –    | –    | –    | –    | –    | –    | –    | –    | –    | –    | –    | –    | –    | –    | –    | –    | –    | –    | –    | –    | –    | –    | 1             |
| Свети Ђорђе         | –    | –    | –    | –    | –    | –    | –    | –    | –    | –    | –    | –    | –    | –    | –    | –    | ЧФ   | –    | –    | –    | –    | –    | –    | 1             |
| Слобода Ужице       | –    | –    | –    | –    | –    | –    | –    | –    | –    | –    | ЧФ   | –    | –    | –    | –    | –    | –    | ЧФ   | –    | –    | –    | –    | –    | 2             |
| Смедерево 1953      | –    | –    | –    | –    | –    | –    | –    | –    | –    | –    | –    | –    | –    | ЧФ   | –    | –    | –    | –    | –    | –    | –    | –    | –    | 1             |
| Спартак Суботица    | –    | –    | –    | –    | –    | –    | –    | –    | –    | –    | –    | –    | –    | –    | ЧФ   | –    | –    | –    | –    | –    | ЧФ   | –    | ЧФ   | 3             |
| СПД Раднички        | –    | –    | –    | –    | –    | –    | –    | –    | –    | –    | –    | –    | –    | –    | –    | –    | –    | –    | ЧФ   | ЧФ   | –    | –    | –    | 2             |
| ФМП                 | П    | Ф    | П    | ПФ   | П    | ПФ   | ПФ   | Ф    | Ф    | ЧФ   | –    | ПФ   | ЧФ   | ЧФ   | ПФ   | ПФ   | ПФ   | ПФ   | ЧФ   | ПФ   | ПФ   | ЧФ   | ПФ   | 22            |
| Херцеговац Гајдобра | –    | –    | –    | –    | –    | –    | –    | –    | –    | –    | –    | –    | –    | –    | –    | –    | –    | –    | –    | –    | –    | ЧФ   | –    | 1             |
| Црвена звезда       | ПФ   | П    | ЧФ   | П    | ПФ   | ПФ   | Ф    | ЧФ   | ПФ   | Ф    | П    | П    | П    | ПФ   | П    | Ф    | Ф    | Ф    | П    | П    | П    | П    | П    | 23            |
| Црнокоса            | –    | –    | –    | –    | –    | –    | –    | –    | –    | –    | –    | ЧФ   | –    | –    | –    | –    | –    | –    | –    | –    | –    | –    | –    | 1             |
| Чачак 94            | –    | –    | –    | –    | –    | –    | –    | –    | –    | –    | –    | –    | –    | –    | –    | –    | –    | –    | –    | –    | –    | ПФ   | –    | 1             |

## Градови домаћини
| Град       | Број | Година                                                                                    |
| ---------- | ---- | ----------------------------------------------------------------------------------------- |
| Ниш        | 15   | 2003, 2008, 2009, 2010, 2012, 2015, 2016, 2017, 2018, 2019, 2020, 2022, 2023, 2024, 2025. |
| Београд    | 3    | 2006, 2011, 2014.                                                                         |
| Нови Сад   | 2    | 2004, 2021.                                                                               |
| Крагујевац | 2    | 2007, 2013.                                                                               |
| Вршац      | 1    | 2005.                                                                                     |

## Насловни спонзори такмичења
- 2016: Пиреус банка
- 2017—2023: Триглав осигурање
- 2024—данас: Моцарт